# Xilazina
Xilazina é um análogo de clonidina e um agonista do receptor adrenérgico α2. É usado para sedação, anestesia, relaxamento muscular e analgesia em animais como cavalos, bovinos e outros mamíferos não humanos. Os veterinários também usam a xilazina como agente emético, especialmente em gatos.
Na anestesia veterinária, a xilazina é frequentemente usada em combinação com a cetamina. É vendido sob muitos nomes de marcas em todo o mundo, principalmente a Rompun, da Bayer. No Brasil, é vendido sob o nome comercial Xilazim, e Sedaxylan em Portugal. As interações medicamentosas variam de acordo com o animal.
Tornou-se uma droga de abuso, particularmente em Porto Rico, onde é desviada dos estoques veterinários e comumente usada como um adulterante da heroína. Em 2023, tornou-se droga epidêmica nos Estados Unidos, onde é utilizada como agente de corte junto a opioides, principalmente o fentanil.

## Usos médicos
A xilazina é frequentemente usada como sedativo, relaxante muscular e analgésico. Na veterinária, é frequentemente usada no tratamento do tétano. A xilazina é muito semelhante a drogas como as fenotiazinas, antidepressivos tricíclicos (TCAs) e clonidina. Como anestésico, é normalmente usada em associação com a cetamina. A xilazina parece reduzir a sensibilidade à absorção de insulina e glicose em humanos. Desse modo, pode ser utilizada em associação com a ioimbina para diminuir os níveis de glicose para um patamar saudável. Em contextos clínicos, a ioimbina pode reverter os efeitos adversos da xilazina se administrada por via intravenosa na dose de 0,5 mL/10kg logo após a administração da xilazina.

## Efeitos colaterais
A overdose com xilazina é geralmente fatal em seres humanos. Por ser usado como adulterante de drogas, os sintomas causados pelas drogas que acompanham a administração de xilazina variam entre os indivíduos.
Em humanos, os efeitos colaterais mais comuns  associados à administração de xilazina incluem bradicardia, depressão respiratória, hipotensão, e outras alterações no sistema cardiovascular. A xilazina diminui significativamente a freqüência cardíaca em animais que não são pré-medicados com fármacos anticolinérgicos. A diminuição da frequência cardíaca afeta diretamente o fluxo aórtico, podendo levar à estenose aórtica. A bradicardia causada pela administração de xilazina pode ser evitada pela administração de atropina ou glicopirrolato. As arritmias associadas à xilazina incluem outros sintomas, como bloqueio sinoatrial, bloqueio atrioventricular e arritmia sinusal.
A administração de xilazina pode levar a diabetes mellitus e hiperglicemia. Outros efeitos colaterais possíveis que podem ocorrer são: arreflexia, astenia, ataxia, visão turva, desorientação, tontura, sonolência, disartria, dismetria, desmaio, hiporreflexia, fala arrastada, sonolência, coma, apnéia, taquicardia, miose e boca seca. Foi relatado que a duração dos sintomas após overdose humana dura em média entre 8 a 72 horas. Mais pesquisas são necessárias para categorizar os efeitos colaterais que ocorrem quando a xilazina é usada em conjunto com heroína e cocaína.
É relatado que o uso crônico está associado à deterioração física, dependência, abscessos e ulceração da pele, que podem ser fisicamente debilitantes e dolorosas. A hipertensão seguida por hipotensão, bradicardia e depressão respiratória diminuem a oxigenação do tecido da pele. Assim, o uso crônico de xilazina pode progredir no déficit de oxigenação da pele, levando a ulceração grave da pele.  A menor oxigenação da pele está associada ao comprometimento da cicatrização de feridas e maior chance de infecção.  As úlceras podem ter um odor característico e exsudação de pus. Em casos graves, as amputações devem ser realizadas nas extremidades afetadas.

## Sobredosagem
As doses conhecidas de xilazina que produzem toxicidade e fatalidade em humanos variam de 40 a 2400mg. A concentração não fatal no sangue ou plasma varia de 0,03 a 4,6 mg/L. Nas fatalidades, a concentração sanguínea de xilazina pode chegar a 16   mg/L. É relatado que não há dose segura de xilazina devido à sobreposição significativa entre as concentrações sanguíneas não fatais e pós-morte da substância.
Atualmente, não há antídoto específico para tratar seres humanos com sintomas de overdose de xilazina. A hemodiálise é sugerida como uma forma de tratamento, mas não é tão eficaz devido ao grande volume de distribuição plasmática da xilazina. Além disso, devido à falta de pesquisa em humanos, não há pesquisas padronizados para determinar se ocorreu uma overdose. A detecção de xilazina em fluidos biológicos em humanos envolve vários métodos de triagem, como exames de urina, cromatografia em camada delgada, espectrometria de massa por cromatografia em fase gasosa (CG-EM) e espectrometria de massa por cromatografia líquida (CL-EM).
Múltiplos fármacos têm sido utilizados como intervenção terapêutica de suporte, como lidocaína, naloxona, tiamina, lorazepam, vecurônio, etomidato, propofol, tolazolina, ioimbina, atropina, orciprenalina, metoclopramida, ranitidina, metoprolol, enoxaparina, flucloxacilina, insulina e olhos, insulina e flucloxacilina com solução salina. Os efeitos da xilazina também são revertidos por doxapram e cafeína, que são antagonistas fisiológicos dos depressores do sistema nervoso central. Devido à redução do tempo de recuperação, a combinação entre ioimbina e 4-aminopiridina em um esforço para antagonizar a xilazina é superior em comparação à administração de qualquer um desses medicamentos aplicados individualmente.  Iniciativas de pesquisa podem ser necessárias para padronizar o tratamento e determinar medidas eficazes para identificar o uso e intoxicação crônica por xilazina.
O tratamento após a overdose de xilazina deve envolver principalmente a manutenção da função respiratória e da pressão arterial. Em casos de intoxicação, os médicos recomendam infusão intravenosa de fluidos, atropina e observação hospitalar. Casos graves podem exigir intubação endotraqueal, ventilação mecânica, lavagem gástrica, administração de carvão ativado, cateterismo vesical, monitoramento eletrocardiográfico (ECG) e controle de hiperglicemia. Os médicos geralmente recomendam que o tratamento de desintoxicação deve ser usado para evitar possíveis disfunções envolvendo órgãos como fígado e rim.

## Farmacologia

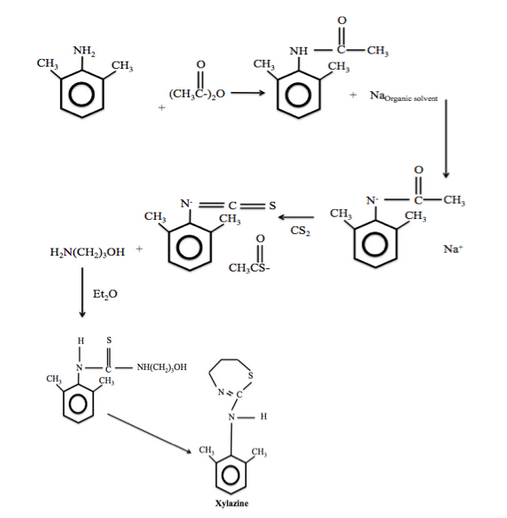
Síntese da xilazina

A xilazina é um potente agonista α2 adrenérgico. Quando são administrados xilazina e outros agonistas dos receptores adrenérgicos α2, eles se distribuem pelo corpo em 30 a 40 minutos. Devido à natureza altamente lipofílica da xilazina, a xilazina estimula diretamente os receptores α2 centrais, bem como os α-adrenoceptores periféricos em uma variedade de tecidos. Como agonista, a xilazina leva a uma diminuição da neurotransmissão de noradrenalina e dopamina no sistema nervoso central.  Isso é feito imitando a noradrenalina na ligação aos autoreceptores pré-sinápticos da superfície, o que leva à inibição da retroalimentação da noradrenalina. A xilazina tem afinidades variadas para os receptores colinérgicos, serotoninérgicos, dopaminérgicos, adrenérgicos α1, histaminérgicos H2 e receptores opioides. Sua estrutura química se assemelha muito com as fenotiazinas, antidepressivos tricíclicos (TCAs) e clonidina.

### Farmacocinética
A xilazina é absorvida, metabolizada e eliminada rapidamente. A xilazina pode ser inalada ou administrada por via intravenosa, intramuscular, subcutânea ou oral, como monoterapia ou em conjunto com outros anestésicos, como cetamina, barbitúricos, hidrato de cloral e halotano, a fim de atingir os efeitos anestésicos desejados. A via de administração mais comum é a injeção. O medicamento é usado como anestésico veterinário e a dose recomendada varia entre as espécies.
A ação da xilazina pode ser observada geralmente 15 a 30 minutos após a administração e o efeito sedativo pode continuar por 1 a 2 horas e durar até 4 horas. Uma vez que a xilazina obtém acesso ao sistema vascular, ela é distribuída no sangue, permitindo que a xilazina perfuse os órgãos-alvo, incluindo coração, pulmões, fígado e rim. Em casos não fatais, as concentrações plasmáticas no sangue variam de 0,03 a 4,6 mg/L.  xilazina difunde-se extensivamente e penetra na barreira hematoencefálica, conforme o esperado devido à natureza lipofílica não carregada do composto.
A xilazina é metabolizada pelas enzimas do citocromo P450 do fígado. Quando atinge o fígado, a xilazina é metabolizada e segue para os rins para ser excretada na urina. Cerca de 70% da dose é excretada pela urina. Assim, a urina pode ser usada na detecção da administração de xilazina, pois nela estão contidos muitos metabólitos da xilazina. Dentro de algumas horas, a xilazina diminui para níveis indetectáveis. Outros fatores também podem afetar significativamente a farmacocinética da xilazina, incluindo sexo, nutrição, e doenças genéticas.

## História
A xilazina foi descoberta como um agente anti-hipertensivo, em 1962, por Farbenfabriken Bayer na cidade de Leverkusen, Alemanha. Resultados de estudos clínicos em humanos confirmaram que a xilazina tem vários efeitos depressores do sistema nervoso central. A xilazina é administrada para sedação, anestesia, relaxamento muscular e analgesia. A substância causa uma redução significativa da pressão arterial e da frequência cardíaca em pessoas saudáveis. Devido aos efeitos colaterais perigosos, incluindo hipotensão e bradicardia, a xilazina não foi aprovada pela Food and Drug Administration (FDA) para uso humano. Como resultado, o mecanismo de ação da xilazina em humanos permanece desconhecido.
A xilazina foi aprovada pela FDA para uso veterinário e agora é usada como tranquilizante para animais. Nos Estados Unidos, a xilazina só foi aprovada pelo FDA para uso veterinário como sedativo, analgésico e relaxante muscular em cães, gatos, cavalos, alces, gamos, veados, mulas, veados sika e veados de cauda branca. Os efeitos sedativos e analgésicos da xilazina estão relacionados à depressão do sistema nervoso central. O efeito relaxante muscular da xilazina inibe a transmissão de impulsos neurais no sistema nervoso central.
Em pesquisas científicas, a xilazina é comumente associada à cetamina, que é usada em ratos, camundongos, hamsters e porquinhos-da-índia. Os relatos das ações e usos da xilazina em animais começaram a ser divulgados no final dos anos 1960 e início dos anos 1970. Desde o início dos anos 2000, a xilazina tornou-se popular como droga de abuso nos Estados Unidos e em Porto Rico. As razões que podem explicar por que esta droga se tornou popular ainda são desconhecidas. Mais pesquisas são necessárias para obter informações sobre a distribuição da xilazina no corpo, sintomas físicos e tratamentos em potencial.

## Uso recreativo
A xilazina tem efeitos comportamentais semelhantes às da heroína, portanto é comumente usada como adulterante a esta última. A xilazina também é frequentemente associada a misturas conhecidas como speedball. A combinação de heroína e xilazina produz efeitos mais intensos que a administração de heroína sozinha. O uso concomitante de xilazina com heroína pode potencializar ou prolongar os efeitos dessas drogas, levando a consequências adversas mais complicadas.
Quando usada como droga de abuso em humanos, a frequência da dosagem depende de fatores socioconômicos, bem como da resposta subjetiva de cada usuário às propriedades viciantes da xilazina.

## Uso veterinário
Nos animais, a xilazina pode ser administrada por via intramuscular ou intravenosa. Como anestésico veterinário, a xilazina é tipicamente administrada apenas uma vez para que se atinja o efeito anestésico desejado antes ou durante procedimentos cirúrgicos.

### Efeitos colaterais
Os efeitos colaterais em animais incluem hipertensão transitória, hipotensão e depressão respiratória. Além disso, a diminuição da sensibilidade dos tecidos à insulina pode ocasionar hiperglicemia induzida por xilazina ou redução da captação e da utilização de glicose nos tecidos. A duração dos efeitos em animais estende-se por até 4 horas.

### Farmacocinética
Em cães, ovelhas, cavalos e gado, a meia-vida é muito curta, com apenas 1,21 a 5,97 minutos. A eliminação completa das meias-vidas pode levar até 23,11 minutos em ovelhas e até 49,51 minutos em cavalos. Em ratos jovens, a meia-vida é de uma hora. As concentrações plasmáticas máximas são atingidas entre 12 a 14 minutos em todas as espécies, mas a biodisponibilidade varia. A meia-vida depende da idade do animal, pois a idade está relacionada à duração prolongada da anestesia e ao tempo de recuperação. A toxicidade ocorre com a administração repetida, uma vez que a depuração metabólica da droga é 7 a 9 vezes superior a sua meia-vida, que é de 4 a 5 dias no caso da xilazina.